# Sistema de transmissió
En telecomunicacions, un sistema de transmissió és un sistema que transmet un senyal d'un lloc a un altre. El senyal pot ser elèctric, òptic o de ràdio. L'objectiu d'un sistema de transmissió és transmetre dades amb precisió i eficàcia des del punt A al punt B a una distància, utilitzant una varietat de tecnologies com ara cables de coure i cables de fibra òptica, enllaços per satèl·lit i tecnologies de comunicació sense fil.
La Unió Internacional de Telecomunicacions (ITU) i l'Institut Europeu de Normes de Telecomunicacions (ETSI) defineixen un sistema de transmissió com la interfície i el mitjà a través del qual les entitats de la capa física iguals transfereixen bits. Inclou tots els components i tecnologies implicats en la transmissió de dades digitals d'una ubicació a una altra, inclosos els mòdems, cables i altres equips de xarxa. Alguns sistemes de transmissió contenen multiplicadors, que amplifiquen un senyal abans de la retransmissió, o regeneradors, que intenten reconstruir i remodelar el missatge codificat abans de la retransmissió.
Una de les tecnologies de sistemes de transmissió més utilitzades a Internet i a la xarxa telefònica pública commutada (PSTN) és la xarxa òptica síncrona (SONET).
A més, el sistema de transmissió és el mitjà a través del qual es transmeten les dades d'un punt a un altre. Alguns exemples de sistemes de transmissió habituals que la gent utilitza diàriament són: Internet, xarxes mòbils, cables sense fil, etc.

## Sistema de transmissió digital
La ITU defineix un sistema de transmissió digital com un sistema que utilitza senyals digitals per transmetre informació. En un sistema de transmissió digital, les dades es converteixen primer en un format digital i després es transmeten per un canal de comunicació. El format digital ofereix una sèrie d'avantatges respecte als sistemes de transmissió analògic, com ara una millor qualitat del senyal, reducció de soroll i interferències i una major precisió de les dades.

La ITU defineix el sistema de transmissió digital (DTS) de la següent manera:
| « | Un mitjà específic per proporcionar una secció digital. | » |

La ITU estableix estàndards globals per als sistemes de transmissió digital, inclosos els mètodes de codificació i descodificació utilitzats, les velocitats de transmissió de dades i els tipus de canals de comunicació utilitzats. Aquests estàndards garanteixen que els sistemes de transmissió digital siguin compatibles i interoperables entre si, independentment del tipus de dades que es transmetin o de la ubicació geogràfica de l’emissor i el receptor.

### Components bàsics d'un DTS
- Els enllaços punt a punt són sistemes de comunicació entre dos punts finals, normalment un emissor (emissor) i un receptor.[5]
  - Anàlisi del rendiment del sistema:
    - El pressupost de potència d'enllaç és un model de pèrdua d'energia per a un enllaç punt a punt.
    - El pressupost de temps de pujada és un mètode d'anàlisi que s'utilitza per mesurar la quantitat de dispersió present en un enllaç.
- La codificació de línia és el procés de transformació de dades en senyals digitals per a la transmissió a través d'un enllaç punt a punt. Pot incloure font de dades binàries, multiplexor i codificador de línia.[6]
  - Sense retorn a zero (NRZ)
  - Retorn a zero (RZ)
  - Codificació de fases (PE)
  - Codis de bloqueig
- Les tècniques de correcció d'errors s'utilitzen per detectar i corregir errors que es produeixen durant la transmissió.[5]
  - Sol·licitud de repetició automàtica (ARQ)
  - Correcció d'errors directes (FEC)
- Els efectes del soroll en el rendiment del sistema es poden minimitzar utilitzant tècniques de condicionament del senyal com ara l'amplificació i el filtratge del senyal.[5]

Aquestes tècniques s'utilitzen per millorar la relació senyal-soroll, la qual cosa ajuda a mantenir la integritat del senyal durant la transmissió.

## Repetidors
Alguns sistemes de transmissió estan dotats de repetidors que amplifiquen el senyal abans de tornar a retransmetre-l. En el cas de senyals digitals aquests repetidors reben el nom de regeneradors, ja que el senyal, deformat i atenuat pel seu pas a través del medi de transmissió, és reconstruït i conformat abans de ser retransmès de nou. Els elements bàsics de qualsevol sistema de transmissió són la parella multiplexor/demultiplexor, que poden ser analògics o digitals, els equips terminals de línia i si s'escau, els repetidors o regeneradors.
Els multiplexors poden ser de divisió de freqüència o de divisió de temps. L'equip terminal de línia consta dels elements necessaris per adaptar els multiplexors al medi de transmissió, siga aquest un conductor metàl·lic, fibra òptica o l'espai radioelèctric. En l'equip terminal s'inclouen, a més, els elements de supervisió de repetidors o regeneradors i, si cal, l'equip necessari per alimentar elèctricament (telealimentar) aquests repetidors o regeneradors intermedis quan això es fa a través dels propis conductors metàl·lics de senyal.